# Uttarpara Kotrung
Uttarpara Kotrung é uma cidade e um município no distrito de Hugli, no estado indiano de Bengala Ocidental.

## Demografia
Segundo o censo de 2001, Uttarpara Kotrung tinha uma população de 150 204 habitantes. Os indivíduos do sexo masculino constituem 52% da população e os do sexo feminino 48%. Uttarpara Kotrung tem uma taxa de literacia de 79%, superior à média nacional de 59,5%: a literacia no sexo masculino é de 82% e no sexo feminino é de 76%. Em Uttarpara Kotrung, 8% da população está abaixo dos 6 anos de idade.